# Marzena Cieślik
Marzena Cieślik (ur. 21 sierpnia 1981 w Świnoujściu) – polska modelka, Miss Polonia 2006.

## Życiorys

### Edukacja
Ukończyła szkołę podstawową w Wolinie, gdzie ukończyła też naukę w Liceum Ekonomicznym. Jest absolwentką ekonomii w Zachodniopomorskiej Szkole Biznesu.

### Kariera
Zdobyła tytuł Miss Ziemi Zachodniopomorskiej 2006. W tym samym roku została Miss Polonia oraz reprezentowała Polskę podczas międzynarodowego konkursu piękności Miss World 2006.
W 2009 roku znalazła się na okładce styczniowego „Playboya”.

## Tytuły
- Miss Ziemi Zachodniopomorskiej 2006
- Miss Polonia 2006
- finałowa dziesiątka Miss Plaży i Miss Mody na konkursie Miss World 2006